# Vera Orlova
Vera Georgievna Orlova, en ruso: Ве́ра Гео́ргиевна Орло́ва, de casada Arenskaya (Аренская) (Moscú, 27 de mayo de 1894 -ibidem, 28 de septiembre de 1977) fue una actriz rusa.

## Biografía
Tras estudiar gramática en una escuela de niñas y recibir clases particulares de interpretación, se formó en el Teatro de Arte de Moscú de 1913 a 1915, donde más tarde trabajó como actriz hasta 1924 cuando pasó al Teatro de Arte de Moscú II. De 1945 a 1951, trabajó en el Teatro Estatal de Actores de Cine.